# Bảo tàng Tử đạo "Pod Zegarem" ở Lublin
Bảo tàng Tử đạo "Pod Zegarem" ở Lublin (tiếng Ba Lan: Muzeum Martyrologii „Pod Zegarem” w Lublinie) là một bảo tàng nằm bên trong nơi trước đây từng là các phòng giam của trung tâm giam giữ Gestapo, tọa lạc tại số 1 Phố Đại học, Lublin, Ba Lan. Bảo tàng Tử đạo "Pod Zegarem" ở Lublin là một chi nhánh của Bảo tàng Quốc gia ở Lublin.

## Lịch sử hình thành
Bảo tàng Tử đạo "Pod Zegarem" ở Lublin được thành lập vào năm 1979 theo khởi xướng của Hiệp hội các cựu tù nhân chính trị của Lâu đài Lublin và Câu lạc bộ "Pod Zegarem".

## Triển lãm
Hiện nay, bộ sưu tập của Bảo tàng Tử đạo "Pod Zegarem" ở Lublin bao gồm các bức thư của các tù nhân và danh sách các trại tập trung của Đức Quốc xã mà họ được gửi đến, đồng thời cũng bao gồm các thông báo và mệnh lệnh của Đức Quốc xã từ năm 1939 đến năm 1944. Bảo tàng Tử đạo "Pod Zegarem" cũng trưng bày các tài liệu và kỷ vật cá nhân của những người từng bị giam giữ trong Lâu đài Lublin. Ngoài ra, Bảo tàng còn có một kho lưu trữ các hình ảnh có liên quan đến nhà tù này trong các năm 1939–1954 và một bộ sưu tập tài liệu phong phú về Lublin trong giai đoạn 1939–1944.